# Lijst van beschermd erfgoed in de gemeente Heffingen
In deze lijst van beschermd erfgoed in de gemeente Heffingen zijn alle geclassificeerde nationale monumenten van de Luxemburgse gemeente Heffingen opgenomen.

## Monumenten per plaats

### Heffingen
| Object                                                                                                 | Bouwjaar/architect | Locatie                                                | Datum beschermd?     | Coördinaten | Afbeelding |
| --- | ------------------ | ------------------------------------------------------ | -------------------- | ----------- | ---------- |
| Kasteelhoeve met aanbouwen, terreinen en aangrenzende weide, in de plaatsen «Steinborn» en «Poetzwies» |                    |                                                        | 13 juli 1990 (MN)    |             |            |
| Oude pastorie met plaats en aanliggende tuin                                                           |                    | rue am Duërf 25                                        | 3 maart 1989 (MN)    |             |            |
| Gebouw                                                                                                 |                    | Kadastersectie A, nummers 619/3101 en 619/3102         | 5 november 1984 (IS) |             |            |
| Lindeboom in de buurt van de kapel                                                                     |                    | noordoosten van Reuland                                | 29 maart 1974 (IS)   |             |            |
| Gebouwen genaamd «op Praikert»                                                                         |                    | Kadastersectie A, nummers 661/3537, 672/902 en 673/903 | 2 maart 2007 (IS)    |             |            |

## Bron
- Liste des immeubles et objets classés monuments nationaux ou inscrits à l'inventaire supplémentaire